# Brachionidium restrepioides
Brachionidium restrepioides là một loài thực vật có hoa trong họ Lan. Loài này được (Hoehne) Pabst mô tả khoa học đầu tiên năm 1975.